# 淫褻物品審裁處

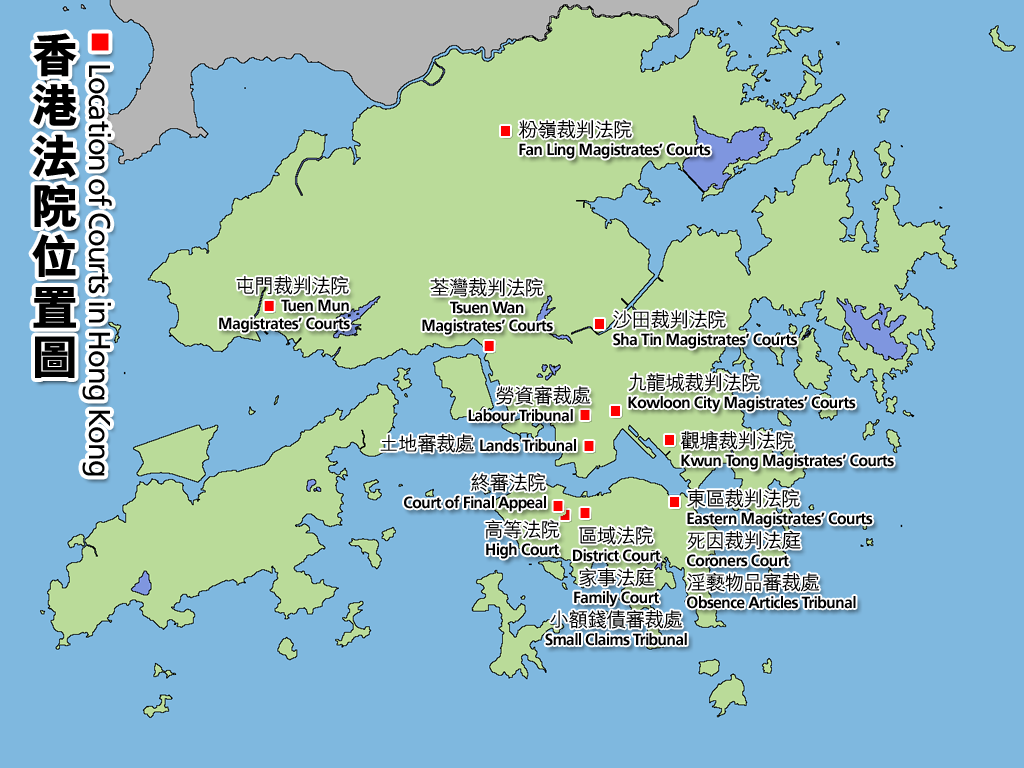
香港各級法院位置圖

淫褻物品審裁處（英語：The Obscene Articles Tribunal；案号代码OAT），又稱淫褻及不雅物品審裁處，簡稱淫審處，是香港司法機構之一，於1987年9月根據《淫褻及不雅物品管制條例》（簡稱《淫審條例》）規定成立，由一位主審裁判官及兩位或以上審裁委員組成，目標是阻止青少年接觸不雅（indecency）及淫褻（obscenity）物品。值得注意的是，《淫褻及不雅物品管制條例》從未直接提到哪些身體器官不能展示。
審裁處主要工作是為事物及物品評定類別及裁定性質。除了作者、印刷人、製造商、出版人、進口商、發行人、版權持有人等等，律政司司長或其他獲授權的公職人員也可把物品交給審裁處來評定類別，但審裁處主要仍是審理從電影、報刊及物品管理辦事處（改組前為影視及娛樂事務管理處）送來的物品。電影及電視是受《電影檢查條例》或《電視條例》監管，所以並不屬於審裁處的工作範圍；但若是由並無進行《電影檢查條例》或《電視條例》審查的電影及電視所製作的影像（如VHS、DVD-Video），則屬於審裁處的工作範圍。
審裁處會根據社會上普遍接受的道德、呈交的物品或事物的整體效果、受眾的年齡組別及其目的，來裁定及評定物品類別。
一般情況下，審裁處會裁定該物品是否淫褻或不雅；是否不雅；和是否符合公眾利益。任何充滿暴力、腐化或引起厭惡情緒的物品都被列作不雅。而評定類別可分為：第一類（既非淫褻亦非不雅）；第二類（不雅）或第三類（淫褻）。如果物品屬第二類，禁止向18歲以下人士發布。如果被評為第三類，則一律不得發布。
在審裁處評定程序中，該物品在收到後的5天內進行評定並暫定類別。及後，審裁處可以重新考慮物品的評定類別，並予以更改或維持。如要覆核，審裁處亦須覆核類別。當覆核或重新考慮評定類別時，審裁處要進行公開聆訊。公開聆訊必須由主審裁判官與最少4名審裁委員參與。這些委員成員來自社會各階層，各個年齡組別、職業和專業，並且必須由香港終審法院首席法官委任，他們的任期為期3年。
審裁處所審理的個案數目由1987年9月至1988年3月（七個月）的914宗慢慢升至1995年4月至1996年3月的12780宗。近年來，香港市民強烈要求提高淫褻物品審裁處運作的透明度，讓公眾更容易理解評定類別的制度。出版界則認為審裁處的評定及裁定準則並不清晰。
審裁處原位於香港西灣河太安街29號東區法院大樓，2017年1月16日遷往九龍深水埗區長沙灣通州街501號西九龍法院大樓A座9樓。

## 爭議案件
- 1994年，以裸露性器官為由將香港藝術館展出的文藝復興時期雕像大衛像評為不雅，引起社會輿論強烈抨擊；裁決後來被香港最高法院（主權移交後改稱香港高等法院）推翻，法官判詞為「任何有理智者都不會將大衛像視為不雅」。[2]
- 1995年，「新人」事件：將中環某商場展出的英國女雕塑家弗林克的裸男銅塑「新人」以裸露性器官為由評為不雅，要求為其遮掩下體，否則不得公開展覽。
- 2007年，《中大學生報》情色版事件，淫褻物品審裁處將《中大學生報》情色版些涉及雜交、亂倫及人獸交的問卷評為不雅，引用問卷的《明報》亦受牽連，引起社會廣泛討論，即使其他七名評審認為不應評定，身兼淫審處評審員的明光社總幹事蔡志森認為其不雅。淫審處裁判委員張民炳以非淫審處代表身份，表明《中大學生報》評為不雅。此外，事件亦觸發起香港的網民集體投訴聖經內容不雅。2008年10月21日，香港高等法院指淫審處作出評級時並沒有指出《中大學生報》哪一部分不雅，構成不公平，宣判《中大學生報》前總編輯提出的司法覆核勝訴，撤銷有關評級，並無需發還淫審處重新評級。
- 2007年，投訴《聖經》不雅事件。
- 2008年，陳冠希裸照事件。
- 2017年，村上春樹的長篇小說《刺殺騎士團長》被淫審處暫定為第2類的不雅物品，不僅書展書商要下架，書店中出的售的存貨必須包膠及貼上警告字句，圖書館亦不再外借予未滿18歲人士。村上小說包括《挪威的森林》、《1Q84》，同樣涉及性描寫，但未被評為不雅，淫審處就藝術與不雅的評定不時遭到質疑，是次亦引公眾嘩然。

## 另見
- 電影、報刊及物品管理辦事處

## 外部連結
- 香港司法機構：淫褻物品審裁處 （页面存档备份，存于）
- 香港立法會：人事編制小組委員會(文件) -- 1996年7月1日 （页面存档备份，存于）
- 淫審改革隔靴搔癢 續縱容壹傳媒宣淫 （页面存档备份，存于）
- 《淫褻及不雅物品管制條例》